# Италия на «Евровидении-1959»
Италия принимала участие в Евровидении 1959, проходившем в Каннах, Франция. На конкурсе её представлял Доменико Модуньо с песней «Piove (Ciao, ciao bambina)», выступавшие под номером 3. В этом году страна заняла шестое место, получив 9 баллов. Комментаторам конкурса от Италии в этом году была Бьянка Мария Пиччино, глашатаем — Энзо Тортора.

## Страны, отдавшие баллы Италии
Каждая страна имела жюри в количестве 10 человек, каждый человек мог отдать очко понравившейся песне.
| Франция Швейцария | Монако Бельгия Швеция |

## Страны, получившие баллы от Италии
| 7 баллов | Нидерланды             |
| 1 балл   | Франция Дания Германия |